# Carestia dell'Italia centrale e meridionale del 1763-1764
Nel biennio 1763-1764 una grave carestia colpì Toscana, Stato pontificio e Regno di Napoli, probabilmente in seguito a un clima particolarmente sfavorevole, come del resto era accaduto in Irlanda pochi anni prima. La scarsità di cibo provocò una diffusa speculazione, che contribuì ad alzare i prezzi e ad affamare le popolazioni colpite.
L'episodio ebbe numerose conseguenze, e in particolare portò a un aumento dei campi coltivati, fenomeno che contribuì a mettere in crisi l'allevamento transumante che era praticato prevalentemente nelle aree appenniniche del Regno di Napoli.